# Memoria Vetusta I: Fathers of the Icy Age
Memoria Vetusta I: Fathers of the Icy Age è il secondo album in studio del gruppo musicale Blut Aus Nord, pubblicato il 1996 dalla Impure Creations Records.

## Tracce
1. Slaughterday (The Heathen Blood Of Ours) - 6:44
2. On The Path Of Wolf...Towards Dwarfhill - 5:46
3. Sons Of Wisdom, Master Of Elements - 6:06
4. The Forsaken Voices Of The Ghotswood's Shadow Realm - 6:01
5. The Territory Of Witches / Guardians Of The Dark Lake - 8:12
6. Day Of Revenge (The Impure Blood Of Theirs) - 5:16
7. Fathers Of The Icy Age - 7:00

## Formazione
- Vindsval - voce, chitarra
- W.D. Feld - batteria, tastiera